# Eve Brenner
Eve Brenner, pseudonimo di Evelyn Halpern (New York, 24 settembre 1925), è un'attrice statunitense.

## Filmografia parziale

### Attrice
- La signora in giallo (Murder, She Wrote) – serie TV, episodio 5x14 (1989)
- Star Trek: Voyager – serie TV, episodio 3x06 (1996)
- E.R. - Medici in prima linea (ER) – serie TV, 1 episodio (2003)
- La vita secondo Jim (According to Jim) – serie TV, 1 episodio (2003)
- Cold Case - Delitti irrisolti (Cold Case) – serie TV, episodio 3x21 (2006)
- The Mentalist – serie TV, episodio 3x02 (2010)
- Modern Family – serie TV, 1 episodio (2015)

### Doppiatrice
- Regina Maustarda - Basil l'investigatopo (The Great Mouse Detective) (1986)

## Doppiatrici italiane
Nelle versioni in italiano delle opere in cui ha recitato, Eve Brenner è stata doppiata da:
- Graziella Polesinanti in The Mentalist, Modern Family
- Paola Piccinato in Star Trek: Voyager
- Anna Rita Pasanisi in Cold Case - Delitti irrisolti
- Cristina Piras in Rizzoli & Isles